# 冯小怜
冯小怜（550年代—580年代），北齐后主高纬宠妃，善弹琵琶，能歌善舞。因其与北齐后主高纬之间的故事，被后世视为腐朽政权的典型人物。

## 生平

### 封為淑妃
馮小憐原為皇后穆舍利的侍女；她自幼便通過音樂與舞蹈的嚴格練習擁有妙曼的歌聲和婀娜的舞姿，還通曉人體的構造及頭緒體系練就無師自通的按摩之法。穆皇后在高纬宠爱別的妃子而衰落后，她以五月初五献上小怜号为“续命”。小憐懂事時耳儒目染一套擄獲男人的手段，她入宮以後更看慣妃嬪們爭寵斗嬌的伎倆並且使用妖冶善媚以獨特的狐媚之計引誘高纬神魂顛倒而被封为淑妃，應證中國中有名的成語飲鴆止渴。
小憐與高纬坐则同席，出则并马，愿生死一处。高纬命小怜住在豪華的隆基堂，但冯小怜知道此地是曹昭仪原所居住的地方嫌恶它不吉利，讓高纬悉令更换其地。

### 城失圍獵
北周军队取平阳，晋州前線告急，高纬正与小怜在三堆围猎游猎，高纬将返回，冯小怜请皇帝再猎杀一围，高纬听从其言。识者以为后主名纬，说杀围不是吉兆。

### 造橋觀戰
等到高纬至晋州，城已陷落。見齊軍來援，周軍主力撤回，留齊王憲斷後。北周齊王憲屯諸軍於涑水，為晉州聲援。齊軍挖掘地道攻城，城牆塌陷十餘步，齊軍正想乘势入城，但高纬命令停止，召冯小怜一块观看。冯小怜忙於妆点，所以失去时机。北周人以木塞城，城池遂攻不下。
旧俗相传，晋州城西的石头上，有圣人迹，冯小怜想去观看。高纬害怕北周的弩矢到桥上，所以抽出攻城之木造远桥，监作舍人因为不速成而受罚。高纬与冯小怜度桥，桥坏，到夜里才回来。

### 向北逃奔
高纬称冯小怜有功勋，将立为左皇后，即令使者骑马飞驰，取祎翟等皇后服御。577年1月8日，周武帝又率軍來救晉州，高纬仍和她并骑观战，东部偏军稍却，冯小怜害怕地说：“军队败了！”高纬遂和冯小怜奔还。到了洪洞戍，冯小怜還拿着粉镜把玩，后声乱大喊周军至，于是他们再跑。使者自晋阳拿着皇后的服饰到，高纬按着马辔让冯小怜穿上后继续逃跑。

### 亡國被俘
高纬奔回鄴城，胡太后、穆皇后前来，高纬不出迎；淑妃冯小怜将至，高纬凿开城北门，出城十里迎接她。高纬内禅傳位給高恆自为太上皇再和冯小怜奔逃到青州。中途被周军俘虏，北齐灭亡。
高纬被俘虏至长安，请求北周武帝将冯小怜赐還给他，北周周武帝说：“朕视天下如脱屣，一老妪岂与公惜也！”还是赐還给他。

### 逼令自盡
577年11月高纬遇害，冯小怜被赐给代王宇文达为妾而受宠。小怜弹琵琶時因为弦断，她作诗：“虽蒙今日宠，犹忆昔时怜。欲知心断绝，应看胶上弦。”宇文达的王妃李氏被冯小怜誣陷，差点沒命。581年隋朝建立后，杨坚为隋文帝，将冯小怜赐给宇文达王妃李氏的哥哥李询，李询命令冯小怜著布裙去碾米做苦力，李询的母亲逼迫冯小怜自杀。

## 趣聞軼事

### 精通按摩
馮小憐精通人體的構造及脈絡系統，她侍候穆皇后時曾經試著以槌、擂、扳、擔等手法為穆皇后消除身體的疲憊，久而久之便練就無師自通的按摩方法。

### 玉體橫陳
李商隱有詩句：「小憐玉體橫陳夜，已報周師入晉陽。」但該詩為李商隱之想像。北周周武帝繼位時親自率領大軍攻打平陽和晉陽。高緯在北周占領平陽時說出：「只要馮小憐無恙，戰敗又有何妨!」「獨樂不如眾樂樂」，他認為像馮小憐只有自己來獨享未免暴殄天物。他命馮小憐脫衣並以玉體橫陳在隆基堂上並不時做出各種動作，再以千金一觀的票價請臣官前都來觀賞，令周武帝為此事使匿笑不已。

## 相关诗句
唐朝大诗人李商隐和李贺都曾作诗来讽刺冯小怜和高纬的荒淫无道。李商隐写了两首名为北齐的诗，李贺则直接将诗句命名为冯小怜。
- 北齐其一

一笑相倾国便亡，何劳荆棘始堪伤？
小怜玉体横陈夜，已报周师入晋阳。
- 北齐其二

巧笑知堪敌万机，倾城最在着戎衣；
晋阳已陷休回顾，更请君王猎一围。
- 冯小怜

湾头见小怜，请上琵琶弦。
破得春风恨，今朝值几钱。
裙垂竹叶带，鬓湿杏花烟。
玉冷红丝重，齐宫妾驾鞭。

## 歷史評價
魏徵等《隋書》：「齊後主有寵姬馮小憐，慧而有色，能彈琵琶，尤工歌儛。」
李延壽《北史》：「慧黠能彈琵琶，工歌舞。」

## 史書記載
《北史·卷十四·列傳第二》
《資治通鑒·卷一百七十二》
《資治通鑒·卷一百七十三》

## 影視作品
| 飾演馮小憐的演員 | 劇名                   |
| 毛林林           | 《蘭陵王》2013年電視劇 |

## 外部連結
[在维基数据编辑]
 《北史·卷014》，出自李延壽《北史》
 在维基共享资源阅览影像